# Ljubo Germič
Ljubo Germič, slovenski politik, poslanec in kemijski tehnolog, * 19. november 1960, Ruše (Maribor).
2. septembra 2011 je bil izvoljen za predsednika Državnega zbora Republike Slovenije. To funkcijo je zasedal do 21. decembra 2011, ko je vodenje ustanovne seje 6. državnega zbora Republike Slovenije prevzel Srečko Meh, najstarejši poslanec za  njim pa je bil ob 18 uri 21 decembra 2011 izvoljen nov predsednik državnega zbora Gregor Virant.

## Življenjepis
Leta 1979 je pričel študirati na Oddelku za kemijsko tehnologijo Tehniške fakultete v Mariboru, kjer je diplomiral leta 1985 in pridobil naziv univerzitetni diplomirani inženir kemijske tehnologije. Nato je bil zaposlen kot tehnolog v Tovarni dušika Ruše (1985-87) in asistent na alma-mater (1987-94), nakar pa se je dve leti podiplomsko študijsko izpopolnjeval na Univerzi v Twenteju. Po vrnitvi v Slovenijo je leta 1994 postal učitelj na Gimnaziji in srednji kemijski šoli Ruše, kjer je med letoma 1997 in 2000 bil tudi ravnatelj.
Leta 1998 je pričel delovati tudi v politiki; tega leta je postal občinski svetnik Občine Ruše. Leta 2000 je bil izvoljen v 3. državni zbor Republike Slovenije, nato pa je bil v letih 2003−04 opazovalec v Evropskem parlamentu. Leta 2004 je postal evroposlanec in istega leta je bil kot član Liberalne demokracije Slovenije izvoljen v 4. državni zbor Republike Slovenije; v tem mandatu je bil član naslednjih delovnih teles:
- Odbor za zdravstvo (predsednik),
- Odbor za delo, družino, socialne zadeve in invalide in
- Odbor za visoko šolstvo, znanost in tehnološki razvoj.

V državni zbor je bil ponovno izvoljen leta 2008, pri čemer je postal član naslednjih delovnih teles:
- Odbor za zdravstvo (predsednik),
- Odbor za delo, družino, socialne zadeve in invalide (podpredsednik) in
- Odbor za visoko šolstvo, znanost in tehnološki razvoj (član).

29. avgusta 2011 sta ga LDS in SD predlagali za predsednika državnega zbora, da bi nadomestil Pavla Gantarja, ki je nato odstopil 31. avgusta istega leta. 2. septembra istega leta je bil izvoljen z 57 glasovi za in 24 proti za predsednik državnega zbora.

## Zanimivosti
Njegov poslanski kolega (2008-11) Matevž Frangež je bil njegov učenec na gimnaziji.